# NGC 4193
NGC 4193 = IC 3051 ist eine aktive Balken-Spiralgalaxie mit ausgedehnten Sternentstehungsgebieten vom Hubble-Typ SBbc im Sternbild Jungfrau auf der Ekliptik. Sie ist schätzungsweise 108 Millionen Lichtjahre von der Milchstraße entfernt und hat einen Durchmesser von etwa 70.000 Lichtjahren. Unter der Katalogbezeichnung VCC 97 zählt sie zum Virgo-Galaxienhaufen.
Im selben Himmelsareal befinden sich u. a. die Galaxien NGC 4189, IC 3046, IC 3047, IC 3054.
Das Objekt wurde am 17. April 1784 von William Herschel entdeckt.